# Jacques Picard (Historiker)
Jacques Picard (* 3. März 1952 in Basel) ist ein Schweizer Historiker und Ordinarius für Allgemeine und Jüdische Geschichte und Kultur der Moderne an der Universität Basel.

## Leben
Jacques Picard studierte Geschichte und Literaturwissenschaft an den Universitäten Freiburg i.Üe. und Bern. Danach folgten Forschungsaufenthalte in New York, New Mexico und Israel. Von 1985 bis 2001 wirkte er als Dozent für Kultur, Politik und Geschichte an der Fachhochschule Bern, wo er Vorsteher der Abteilung für Holzingenieure war. Von 1996 bis 2001 war er Mitglied der Unabhängigen Expertenkommission Schweiz – Zweiter Weltkrieg.
An der Universität Basel wirkte er von 2001 bis 2016 als Ordinarius für Allgemeine und Jüdische Geschichte und Kulturen in der Moderne und als Branco-Weiss-Professor für Kulturanthropologie, Ende 2016 wurde er emeritiert. An der Universität Basel war er von 2001 bis 2009 Leiter des Instituts für Jüdische Studien, von 2006 bis 2011 Forschungsdekan der Philosophisch-Historischen Fakultät, ab 2011 war er Mitglied der Leitung des Seminars für Kulturwissenschaft und Europäische Ethnologie und des Zentrums für Kulturelle Topografien.
Heute ist er Präsident des Stiftungsrates der Stiftung Jüdische Zeitgeschichte des Archivs für Zeitgeschichte der ETH Zürich, seit 2019 Fellow der Universität Haifa, Israel, wo er am Herzl-Institut assoziiert ist. Sein Forschungsschwerpunkt liegt in der Geschichte und Kultur des Judentums. 2016 erhielt er für die Anthologie Makers of Jewish Modernity den National Jewish Book Award.

## Veröffentlichungen (Auswahl)
- Schriftenverzeichnis, Stand 2016, in der Festschrift, 2017, S. 585–593
- Fremdenfeindlichkeit, Rassismus, Antisemitismus: Zürcher Symposium vom 2. Dezember 1990. Konstanz 1991.
- Die Vermögen rassisch, religiös und politisch Verfolgter in der Schweiz und ihre Ablösung von 1946 bis 1973: Die Schweiz und die Vermögen verschwundener Nazi-Opfer. Bern 1993.
- Die Schweiz und die Juden 1933-1945: Schweizerischer Antisemitismus, jüdische Abwehr und internationale Migrations- und Flüchtlingspolitik. Zürich 1994.
- Zum Forschungsprogramm der Unabhängigen Expertenkommission Schweiz-Zweiter Weltkrieg. In:  Philipp Sarasin und Regina Wecker: Raubgold, Reduit, Flüchtlinge: Zur Geschichte der Schweiz im Zweiten Weltkrieg. Zürich 1998, S. 169–181.
- Gebrochene Zeit: Jüdische Paare im Exil. Zürich 2009.
- Schweizer Judentum im Wandel: Religion und Gemeinschaft zwischen Integration, Selbstbehauptung und Abgrenzung. Hrsg. von Jacques Picard und Daniel Gerson. Zürich 2014.
- Wie über Wolken. Jüdische Lebens- und Denkwelten in Stadt, Region und Universität Bern, 1200-2000. Hrsg. von René Bloch und Jacques Picard. Zürich 2014
- Grenzen aus kulturwissenschaftlicher Perspektive. Hrsg. von Jacques Picard, Silvy Chakkalakal und Silke Andris. Berlin 2016.
- Makers of Jewish Modernity. Hrsg. von Jacques Picard, Jacques Revel, Michael P. Steinberg und Idith Zertal. Princeton/Oxford 2016.
- Jüdischer Kulturraum Aargau. Hrsg. von Jacques Picard und Angela Bhend. Baden/Zürich 2020.
- Between Commemoration and Amnesia. Forms of Holocaust Remembrance in Swiss and Transnational Perspectives / Erzählweisen des Sagbaren und Unsagbaren. Formen des Holocaust-Gedenkens in schweizerischen und transnationalen Perspektiven. Ed. by M. Azaryahu, U. Gehring, F. Meyer, J. Picard, C. Späti. Wien, Köln, Weimar: Böhlau Verlag 2021.